# 경찰병원
경찰병원(警察病院, National Police Hospital 약칭: NPH)은 경찰업무를 행하는 기관에 근무하는 공무원 및 그 가족과 경찰교육기관에서 교육을 받고 있는 자와 의무경찰의 질병진료에 관한 사무를 관장하는 대한민국 경찰청의 소속기관이다. 1950년 12월 29일 발족하였으며, 서울특별시 송파구 송이로 123에 위치하고 있다. 원장은 고위공무원단 나등급에 속하는 임기제공무원으로 보한다.

## 설치 근거
- 정부조직법 제4조 (부속기관의 설치)[2]
- 경찰청과그소속기관직제 제2조 2항[3]

중앙소방전문치료센터
소방공무원보건안전및복지기본법 제10조 1항 및 시행령 제7조 1항에 따라 지정됨.

## 소관 업무
경찰병원 업무(경찰병원기본운영규정 제2조)
- 경찰공무원, 전투경찰순경의 진료[6][7] 및 건강과 의료수준의 향상을 위한 조사·연구기관
- 경찰 특수질환에 대한 전문 진료 및 연구기관
- 대테러 등 국가재난에 대응한 의료 지원기관
- 응급환자를 위한 응급의료기관
- 의료인력 양성을 위한 교육·훈련 등 전공의 수련기관
- 그 밖에 일반민간환자의 진료[6][8]와 건강증진 향상을 위한 공공의료기관

중앙소방전문치료센터 업무 (소방공무원보건안전및복지기본법시행령 제7조 2항)
- 소방공무원의 진료
- 소방공무원의 특수근무환경에 따른 건강유해인자 분석 및 질병연구
- 소방공무원보건안전및복지기본법 제16조 1항[9]에 따른 소방공무원의 특수건강진단
- 그 밖에 소방공무원의 건강관리에 관하여 소방청장 또는 시·도지사가 요청하는 사항

## 연혁
- 1949년 10월 18일: 경찰병원 설립 (40병상): 서울특별시 중구 남대문로 2가 199-2[10]
- 1950년 12월 29일: 내무부 소속으로 경찰병원 설치. 경찰병원직제 시행.[11]
- 1951년 4월 1일: 대구분원, 부산분원 설치[12][13][14]
- 1964년 10월 29일: 대구분원, 부산분원 폐지[13][14][15]
- 1970년 6월 23일: 서울특별시 성동구 홍익동으로 이전 (100병상)[10]
- 1991년 1월 15일: 서울특별시 송파구 가락본동 58으로 이전 (500병상)[10]
- 1991년 2월 1일: 경찰병원직제 폐지.[16] 내무부와그소속기관직제 시행.[17]
- 1991년 7월 31일: 경찰청 소속으로 변경.[18]
- 1998년 5월 19일: 부산분원부지 관리처분지정 및 용도 폐지[10]
- 2006년 1월 1일: 책임운영기관으로 지정.[19]
- 2006년 12월 21일: 중앙소방전문치료센터 지정[20][21]

## 조직

### 원장
적정진료관리실
감염관리실
의료경영기획실
총무과
간호담당관
진료1부
- 외과[25]
- 정형외과[25]
- 비뇨기과[25]
- 산부인과[25]
- 성형외과[25]
- 신경외과[25]
- 안과[25]
- 이비인후과[25]
- 재활의학과[25]
- 치과[25]
- 흉부외과[25]
- 마취통증의학과[25]
- 응급의료센터[25]

진료2부
- 제1내과[25]
- 제2내과[25]
- 제3내과[25]
- 소아청소년과[25]
- 가정의학과[25]
- 신경과[25]
- 정신건강의학과[25]
- 피부과[25]
- 건강증진센터[25]

진료3부
- 영상의학과[25]
- 진단검사의학과[25]
- 병리과[25]

약제과
- 약무팀[25]
- 조제팀[25]

## 논란
'소아를 치료할 전문 인력이 야간에는 없다'는 이유로 소아응급환자를 전원시켰다. 그러나 경찰병원은 해당 사건이 있기 전에 "소아 환자를 더 전문적으로 담당하겠다"는 취지로 전문의사 2명을 추가로 채용한 것으로 드러났다. 그 이후 경찰병원에서 수술할 수 있는 환자를 다른 병원으로 보냈다 숨지게 했다는 의혹도 사고 있다.

## 같이 보기
- 환신최